# FC Goliador Chișinău
FC Goliaddor Chișinău este un club moldovean de fotbal, care joacă în Divizia Națională Feminină. Clubul a câștigat în 2011 campionatul și Cupa Moldovei.
În 2013, echipa a câștigat al doilea titlu de campioană în ultima etapă.

## Lotul sezonului 2013-2014
| Nr. |                   | Poziție | Jucător              |
| --- | ----------------- | ------- | -------------------- |
| 1   | Republica Moldova | P       | Oxana Bunici         |
| 2   | Republica Moldova | A       | Olga Popova          |
| 3   | Republica Moldova | F       | Victor Gurdii        |
| 4   | Republica Moldova | F       | Veronica Cebotaru    |
| 5   | Republica Moldova | F       | Tatiana Gherghelegiu |
| 7   | Republica Moldova | M       | Danua Chicu          |
| 8   | Republica Moldova | M       | Ștefania Păduraru    |
| 9   | Republica Moldova | A       | Anastasia Toma       |
| 10  | Republica Moldova | A       | Cristina Samson      |

| Nr. |                   | Poziție | Jucător            |
| --- | ----------------- | ------- | ------------------ |
| 11  | Republica Moldova | A       | Diana Loghin       |
| 12  | Republica Moldova | P       | Anna Zatușevscaia  |
| 13  | Republica Moldova | A       | Avgustina Cazac    |
| 14  | Republica Moldova | M       | Elena Toma         |
| 15  | Republica Moldova | A       | Victoria Ursachi   |
| 16  | Republica Moldova | F       | Alina Malic        |
| 17  | Republica Moldova | F       | Liuba Dragomir     |
| 18  | Republica Moldova | F       | Ecaterina Dragomir |

## Palmares
- Divizia Națională Feminină: 2010-2011, 2012-2013
- Cupa Moldovei: 2010-2011

## Meciuri europene
| Competiție                 | Rundă        | Țară              | Club                | Rezultat |
| -------------------------- | ------------ | ----------------- | ------------------- | -------- |
| Liga Campionilor 2011-2012 | Preliminarii | Grecia            | PAOK                | 0–3      |
| Liga Campionilor 2011-2012 | Preliminarii | Elveția           | YB Frauen           | 0–7      |
| Liga Campionilor 2011-2012 | Preliminarii | Macedonia de Nord | ZFK Naše Taksi      | 0–6      |
| Liga Campionilor 2013-2014 | Preliminarii | Israel            | ASA Tel Aviv        | 6-0      |
| Liga Campionilor 2013-2014 | Preliminarii | Cipru             | Apollon Limassol    | 1-0      |
| Liga Campionilor 2013-2014 | Preliminarii | Slovacia          | FK Union Nové Zámky | 0-6      |

## Legături externe
- Profil UEFA